# Omer Dzonlagic
Omer Dzonlagic (sinh ngày 25 tháng 5 năm 1995) là một cầu thủ bóng đá người Thụy Sĩ-Bosna và Hercegovina  thi đấu cho FC Thun.